# Middleburg (Virginia)
Middleburg es una localidad del Condado de Loudoun, Virginia, Estados Unidos. Según el censo de 2000 tenía una población de 632 habitantes y una densidad de población de 420.7 hab/km².

## Demografía
Según el censo de 2000, había 632 personas, 322 hogares y 171 familias residiendo en la localidad. La densidad de población era de 420,7 hab./km². Había 364 viviendas con una densidad media de 242,3 viviendas/km². El 76,58% de los habitantes eran blancos, el 20,25% afroamericanos, el 0,16% asiáticos, el 1,27% de otras razas y el 1,74% pertenecía a dos o más razas. El 4,27% de la población eran hispanos o latinos de cualquier raza.
Según el censo, de los 322 hogares en el 20,2% había menores de 18 años, el 33,2% pertenecía a parejas casadas, el 14,9% tenía a una mujer como cabeza de familia y el 46,6% no eran familias. El 39,4% de los hogares estaba compuesto por un único individuo y el 15,8% pertenecía a alguien mayor de 65 años viviendo solo. El tamaño promedio de los hogares era de 1,96 personas y el de las familias de 2,57.
La población estaba distribuida en un 16,9% de habitantes menores de 18 años, un 5,9% entre 18 y 24 años, un 29,4% de 25 a 44, un 26,1% de 45 a 64 y un 21,7% de 65 años o mayores. La media de edad era 44 años. Por cada 100 mujeres había 72,7 hombres. Por cada 100 mujeres de 18 años o más, había 71,6 hombres.
Los ingresos medios por hogar en la localidad eran de 40.625 dólares ($) y los ingresos medios por familia eran 60.313 $. Los hombres tenían unos ingresos medios de 41.875 $ frente a los 32.708 $ para las mujeres. La renta per cápita para la ciudad era de 32.643 $. El 9,9% de la población y el 6,7% de las familias estaban por debajo del umbral de pobreza. El 10,7% de los menores de 18 años y el 10,3% de los habitantes de 65 años o más vivían por debajo del umbral de pobreza.

## Geografía
Según la Oficina del Censo de los Estados Unidos, la localidad tiene un área total de 1,5 km², todos ellos correspondientes a tierra firme.